# Ère de grande unification

L'ère de grande unification suit l'ère de l'inflation (en beige) et se situerait aux environs de 10^{-32} s après le Big Bang.

L'ère de grande unification est le nom donné à l'époque de l'histoire de l'Univers où l'énergie typique des particules qui existaient alors, était supérieure ou de l'ordre de celles des théories de grande unification, soit environ 1016 GeV, mais inférieure à l'énergie de Planck. 
La physique qui décrirait ces particules n'est pas connue à l'heure actuelle, mais il semble très envisageable que certains événements qui s'y sont produits ont eu une influence importante encore aujourd'hui. En particulier, il est possible que la baryogénèse, la formation d'un excès de matière ordinaire par rapport à l'antimatière, se soit produite à cette époque. Il est également probable que c'est l'époque qui a vu se dérouler l'inflation cosmique. Lors de cette époque, plus précisément à la fin de celle-ci pourraient avoir été produits des défauts topologiques, comme des cordes cosmiques, dont la détection pourrait un jour donner des renseignements sur la physique qui régnait à cette époque, et qui pourraient avoir été la cause de l'inflation de la période suivante.